# Jack Lemley
Jack K. Lemley (* 2. Januar 1935 in Coeur d’Alene, Idaho; † 29. November 2021 in Boise) war ein US-amerikanischer Bauingenieur und Manager.

## Leben
Lemley erhielt 1960 einen Bachelor-Abschluss in Architektur der University of Idaho. Er war ab 1960 bei der Baufirma Guy F. Atkinson, wo er Vizepräsident wurde und auch Manager verschiedener Tochterfirmen war. 1967 war er Projektmanager für den Mica-Staudamm. Ab 1977 war er bei der Baufirma Morrison-Knudsen. 1979 bis 1981 war er General Manager der King Khalid Military City im Osten Saudi-Arabiens für Morrison-Knudsen, ein 1,3 Milliarden Dollar Projekt einer Militär-Stadt in der Wüste für 70.000 Bewohner. Dabei entstand auch die damals weltgrößte Fabrik für Fertigbetonteile. 1983 wurde er Vizepräsident von der Heavy and Marine Group von Morrison-Knudsen. Projekte, die er leitete, waren der Tagebau Ok Tedi in Papua-Neuguinea im Umfang von 800 Millionen Dollar, die Cerrejon Kohlegrube samt Straße und Hafen in Kolumbien (Umfang 1,9 Milliarden Dollar), und der Interstate-90 Bellevue-Seattle. 1985 wurde er Senior Vizepräsident der Bauabteilung. 1987/88 war er CEO der Blount Construction Group in Montgomery (Alabama).
Er war bis zu seinem unerwarteten Rücktritt im Oktober 2006 Vorsitzender der Olympic Delivery Authority für die Olympischen Spiele 2012 in London. Über die Ursache des Rücktritts gab es später unterschiedliche Darstellungen, es gab aber Auseinandersetzungen mit dem Londoner Oberbürgermeister Ken Livingstone und zuständiger Ministerin Tessa Jowell. Nach Lemley ignorierte das Ministerium seine Warnungen vor ausufernden Kosten. Die Ausgangsschätzungen wären unrealistisch gewesen (zum Beispiel Weglassen der Mehrwertsteuer), schlechte Nachrichten zum Beispiel über dekontaminierte Böden wären ignoriert worden, es wären ständig Nachforderungen gekommen. Außerdem gab es ständig Einmischungen der Lokalpolitiker.
1989 bis 1993 stand er dem britisch-französischen Baukonsortium des Kanaltunnels vor (Transmarche, TML). Das war das größte jemals unternommene private Bauprojekt im Umfang von 21 Milliarden Dollar. Rund 14.000 Personen waren am Bau beteiligt.
Ab 1988 hatte er in den USA eine eigene Firma für Projektmanagement Lemley International in Boise. Sie hatten unter anderem den Auftrag das Management des Massachusetts Turnpike auszuwerten (ein Bauprojekt im Umfang von 14 Milliarden Dollar). Er war auch im Beratungsgremium des Department of Energy für den Superconducting Super Collider.
1995 bis 2001 war er Vorsitzender und CEO der American Ecology Corporation in Boise (Idaho). Sie unterhalten Deponien für niedrigradioaktive Abfälle in Washington und Kalifornien und eine Anlage für Bearbeitung nuklearer Abfälle in Oak Ridge.
Er war Ehrendoktor der University of Idaho (1998) und des Albertson's College in Idaho (1996) und erhielt den OPAL Award der American Society of Civil Engineers (ASCE). 1999 wurde er von Engineering News Record unter die 125 führenden Bauingenieure der letzten 125 Jahre gewählt und 1991 wurde er Mann des Jahres bei Engineering News Record. 1996 wurde er CBE. Er war Fellow der Institution of Civil Engineers und der ASCE.
Er war der Vater von Jim Lemley.
Jack Lemley starb am 29. November 2021 im Alter von 86 Jahren in Boise.